# Mont Froid
Le mont Froid est une montagne culminant à 2 822 m d'altitude en Haute-Maurienne dans les Alpes. Il est situé dans le département français de la Savoie (Auvergne-Rhône-Alpes).

## Géographie

### Topographie
Le mont Froid se trouve à proximité de la ligne de partage des eaux principale des Alpes, à laquelle il est relié par une courte crête partant d'un sommet mineur de 2 719 mètres d'altitude. De là, la crête principale se poursuit vers l'est avec le col de Sollières (2 639 m) et le signal du Petit Mont-Cenis, tandis que vers le sud il continue avec le col de Bellecombe (2 479 m) et la pointe de Bellecombe (2 755 m).

### Géologie
Le mont Froid est principalement constitué de schistes noirâtres avec un socle de gypse.

## Fort du Mont-Froid

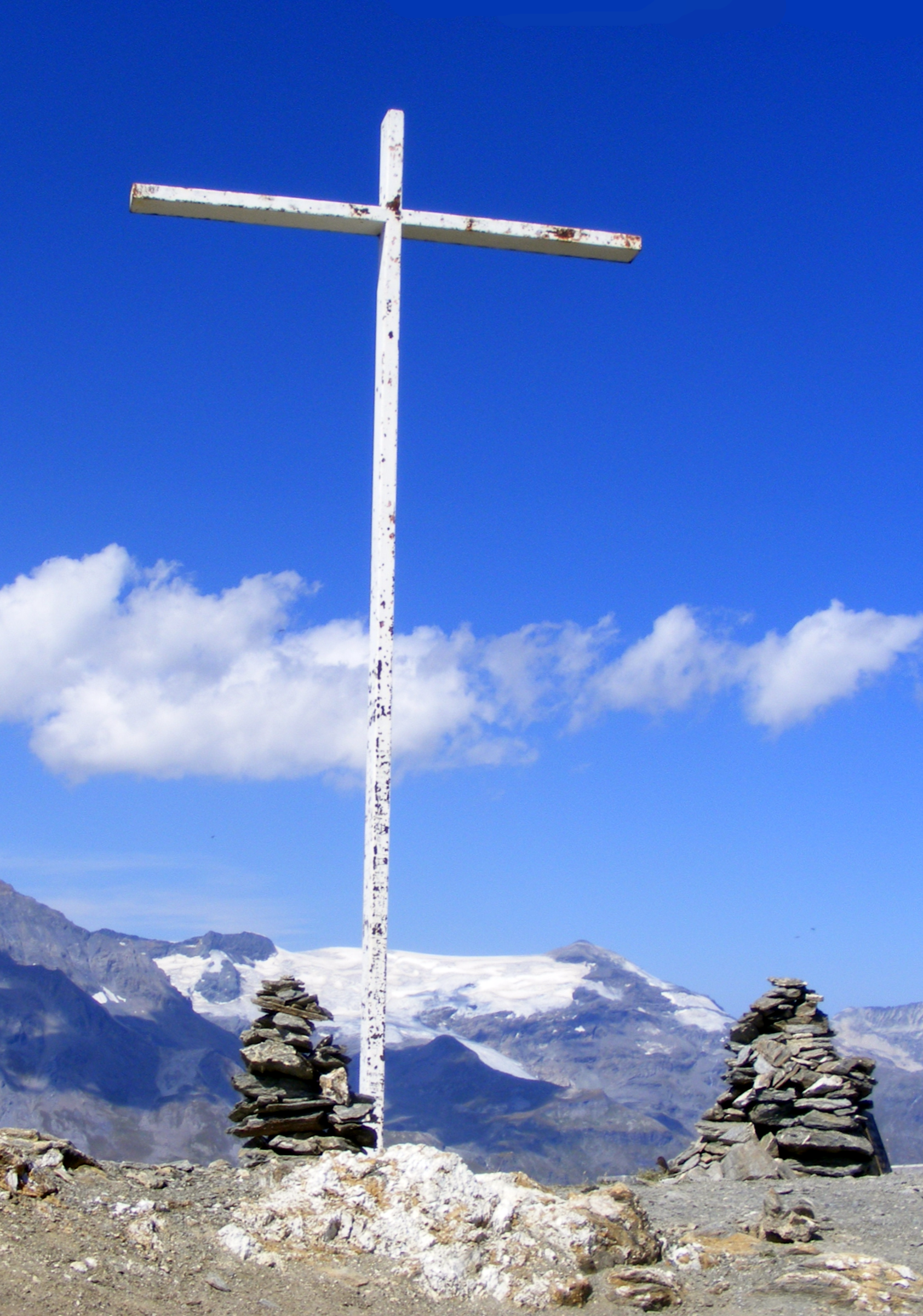
Croix sommitale.

Entre 1897 et 1906, un complexe militaire est édifié sur le mont Froid. Il est consacré à la surveillance du col du Petit Mont-Cenis, voie facile qui permettait de contourner le redoutable fort de la Petite Turra. L'emplacement permet la disposition de pièces d'artillerie, desservi par une route de liaison avec les alpages de la Ramasse.
Après la tentative ratée par l'armée italienne en juin 1940 de prise de cette ligne de défense, le fort fut occupé par les troupes allemandes jusqu'au mois d'avril 1945. Après d'âpres engagements, le lieu fut repris par l'armée française. Une borne et une grande croix métallique commémorent les victimes de ces combats.
Quarante ans plus tard, le 30 juin 1985, d'anciens membres des unités combattantes des deux camps sont réunis au sommet du mont Froid autour du général Le Ray et du capitaine allemand Rohdeler, commandant qui fut blessé lors des combats.
Au XXIe siècle, le mont Froid est encore utilisé par l'armée française pour des exercices militaires, principalement en hiver, afin de former les troupes de montagne aux techniques de survie en haute montagne.

## Accès au sommet
Le sommet est accessible à pied à partir du refuge du Petit Mont-Cenis.
L'itinéraire ne nécessite pas de compétences particulières mais une certaine expérience de la randonnée est conseillée. Ce mont est populaire dans le domaine de la randonée en raison de son intérêt historique.